# No Way Out 2005
No Way Out 2005 è stata la settima edizione dell'evento in pay-per-view No Way Out, prodotto dalla World Wrestling Entertainment. L'evento si è svolto il 20 febbraio 2005 presso la Mellon Arena di Pittsburgh. La colonna sonora è stata Enemy dei Fozzy.
Il main event fu il Barbed Wire Steel Cage match per il WWE Championship tra il campione John "Bradshaw" Layfield e lo sfidante Big Show, vinto da Layfield per evasione dalla gabbia. L'incontro predominante dell'undercard fu quello tra Kurt Angle e John Cena, nel quale il vincitore avrebbe affrontare il campione WWE a WrestleMania 21.

## Storyline
La rivalità principale dell'evento fu quella per il WWE Championship tra il campione John "Bradshaw" Layfield e lo sfidante Big Show. Alla Royal Rumble, JBL difese il WWE Championship in un triple threat match contro Big Show e Kurt Angle. Durante il match, sia i membri del The Honour Society (Luther Reigns e Mark Jindrak) che quelli del Cabinet (Orlando Jordan e i Basham Brothers) interferirono, e il Cabinet aiutò JBL a mantenere il titolo schienando Angle. A seguito del match, negli spogliatoi, JBL entrò nell'ufficio del general manager di SmackDown! Theodore Long, il quale annunciò immediatamente un Barbed Wire Steel Cage match tra JBL e Big Show per No Way Out. Nella puntata successiva di SmackDown!, Big Show sconfisse i Basham Brothers in un handicap match. Nelle settimane successive, JBL e il Cabinet attaccarono Big Show, quest'ultimo fece la stessa cosa a JBL e al Cabinet.
Per poter determinare il primo sfidante al WWE Championship per WrestleMania 21, venne indetto un torneo ad otto uomini. Il primo match del torneo fu The Undertaker contro René Duprée. Il match si concluse in un doppio count out a causa dell'interferenza di Luther Reigns che impedì a Undertaker di rientrare nel ring. Reigns fece ciò su richiesta di Kurt Angle, il quale avrebbe affrontato il vincitore del match. Il prossimo match fu quello tra Eddie Guerrero e Booker T. Booker vinse il match per schienamento, dopo che Guerrero aveva finto un infortunio al ginocchio per portarsi in vantaggio. Il seguente match fu tra John Cena e Orlando Jordan, vinto da Cena. L'ultimo match del primo turno fu tra Kurt Angle e Rey Mysterio, vinto da Angle per sottomissione. A causa della sua vittoria e del match conclusosi in doppio count out, Angle avanzò direttamente in finale. La settimana seguente, Cena sconfisse Booker T dopo averlo colpito con la FU. Nella stessa puntata, venne annunciato che Cena e Angle si sarebbero affrontati a No Way Out nella finale del torneo.
La rivalità predominante dell'undercard fu quella tra The Undertaker e Luther Reigns. Il match fu annunciato in seguito all'interferenza di Reigns ai danni di The Undertaker durante il torneo per decretare il primo sfidante al WWE Championship. La settimana successiva, Reigns fece un promo nei confronti di The Undertaker e disse di non essere spaventato quest'ultimo. Nella puntata di SmackDown! del 17 febbraio, The Undertaker affrontò il compagno di coppia di Reigns, Mark Jindrak, subito dopo la vittoria di Reigns ai danni di Nunzio per poi fare un altro promo nei confronti di Undertaker. The Undertaker schienò Jindrak dopo aver eseguito la Chokeslam e il Tombstone Piledriver. Reigns colpì poi Undertaker con una telecamera.

### Torneo per determinare lo sfidante al WWE Championship
|  | Quarti di finale SmackDown! (3 febbraio 2005–10 febbraio 2005) | Quarti di finale SmackDown! (3 febbraio 2005–10 febbraio 2005) | Quarti di finale SmackDown! (3 febbraio 2005–10 febbraio 2005) |            |           | Semifinali SmackDown! (17 febbraio 2005) | Semifinali SmackDown! (17 febbraio 2005) | Semifinali SmackDown! (17 febbraio 2005) |  |  | Finale No Way Out (20 febbraio 2005) | Finale No Way Out (20 febbraio 2005) | Finale No Way Out (20 febbraio 2005) |
|  |                                                                |                                                                |                                                                |            |           |                                          |                                          |                                          |  |  |                                      |                                      |                                      |
|  |                                                                | John Cena                                                      | Schienamento                                                   |            |           |                                          |                                          |                                          |  |  |                                      |                                      |                                      |
|  |                                                                | Orlando Jordan                                                 | 05:00                                                          |            |           |                                          |                                          |                                          |  |  |                                      |                                      |                                      |
|  |                                                                | Orlando Jordan                                                 | 05:00                                                          |            | John Cena | Schienamento                             |                                          |                                          |  |  |                                      |                                      |                                      |
|  |                                                                |                                                                |                                                                |            | John Cena | Schienamento                             |                                          |                                          |  |  |                                      |                                      |                                      |
|  |                                                                |                                                                | Booker T                                                       | 16:45      |           |                                          |                                          |                                          |  |  |                                      |                                      |                                      |
|  |                                                                | Eddie Guerrero                                                 | Booker T                                                       | 16:45      | 19:55     |                                          |                                          |                                          |  |  |                                      |                                      |                                      |
|  |                                                                | Eddie Guerrero                                                 |                                                                |            | 19:55     |                                          |                                          |                                          |  |  |                                      |                                      |                                      |
|  |                                                                | Booker T                                                       | Schienamento                                                   |            |           |                                          |                                          |                                          |  |  |                                      |                                      |                                      |
|  |                                                                |                                                                |                                                                |            |           |                                          |                                          |                                          |  |  |                                      | John Cena                            | Schienamento                         |
|  |                                                                |                                                                |                                                                | Kurt Angle | 19:20     |                                          |                                          |                                          |  |  |                                      |                                      |                                      |
|  |                                                                | The Undertaker                                                 | No-contest                                                     |            |           |                                          |                                          |                                          |  |  |                                      |                                      |                                      |
|  |                                                                | René Duprée                                                    | No-contest                                                     |            |           |                                          |                                          |                                          |  |  |                                      |                                      |                                      |
|  |                                                                | René Duprée                                                    | No-contest                                                     |            | BYE       | —                                        |                                          |                                          |  |  |                                      |                                      |                                      |
|  |                                                                |                                                                |                                                                |            | BYE       | —                                        |                                          |                                          |  |  |                                      |                                      |                                      |
|  |                                                                |                                                                | Kurt Angle                                                     | Forfait    |           |                                          |                                          |                                          |  |  |                                      |                                      |                                      |
|  |                                                                | Rey Mysterio                                                   | Kurt Angle                                                     | Forfait    | 17:15     |                                          |                                          |                                          |  |  |                                      |                                      |                                      |
|  |                                                                | Rey Mysterio                                                   |                                                                |            | 17:15     |                                          |                                          |                                          |  |  |                                      |                                      |                                      |
|  |                                                                | Kurt Angle                                                     | Sottomissione                                                  |            |           |                                          |                                          |                                          |  |  |                                      |                                      |                                      |

## Evento
Prima della messa in onda dell'evento, Charlie Haas e Hardcore Holly sconfissero Kenzo Suzuki e René Duprée a Sunday Night Heat. Haas e Holly vinsero il match dopo che Holly eseguì l'Alabama Slam ai danni di Suzuki.

### Match preliminari
Il primo match dell'evento fu quello per il WWE Tag Team Championship tra la coppia campione dei Basham Brothers (Doug Basham e Danny Basham) contro quella sfidante formata da Eddie Guerrero e Rey Mysterio. I Basham Brothers dominarono per lunghi tratti di match, fino a quando Mysterio non eseguì un moonsault su entrambi. Mysterio diede poi il cambio a Guerrero, il quale colpì Doug al volto con un titolo di coppia mentre l'arbitro fu distratto. In seguito all'esecuzione della 619 di Mysterio nei confronti di Doug, Guerrero schienò quest'ultimo per vincere il titolo di coppia.
Il match successivo fu tra Heidenreich e Booker T. Per quasi tutto il match, Heidenreich dominò Booker. Heidenreich venne squalificato dopo aver colpito Booker T con una sedia d'acciaio. Dopo il match, Heidenreich tentò di schienare Booker T.
Il terzo match fu il Cruiserweight Open valevole per il Cruiserweight Championship tra il campione Funaki e gli sfidanti Akio, Chavo Guerrero, Paul London, Shannon Moore e Spike Dudley. I primi a iniziare il match furono il campione Funaki e Paul London. London schienò Funaki con l'aiuto di Spike Dudley, il quale era entrato in precedenza. Con l'aiuto dell'eliminato Funaki, London schienò Dudley. Il successivo partecipante fu Shannon Moore, il quale fallì nell'eseguire corkscrew moonsault, permettendo a London di colpirlo con il 450° Splash per poi eliminarlo. Il quinto entrante fu Akio, che fu eliminato per countout. L'ultimo partecipante fu Chavo Guerrero. Guerrero prese il controllo della contesa, mentre London stava cercando di schienarlo con un roll-up, Guerrero schienò London facendo leva sulle corde conquistando il titolo.
Il match che seguì fu tra The Undertaker e Luther Reigns. Mark Jindrak accompagnò Reigns al ring, ma venne bandito da bordo ring prima che il match potesse iniziare. Durante il match, Reigns colpì The Undertaker con il gong per poi applicare varie prese di sottomissione. The Undertaker eseguì il Tombstone Piledriver ai danni di Reigns per poi schienarlo e vincere il match.

### Match principali
Il quinto match fu la finale del torneo per decretare il primo sfidante al WWE Championship tra Kurt Angle e lo United States Champion John Cena. Angle si portò in vantaggio dopo aver indirizzato Cena all'angolo con un german suplex. In seguito, Angle applicò l'Ankle Lock su Cena, ma quest'ultimo uscì dalla presa per poi eseguire la F-U su Angle, che gli valse un conto di due. Angle sottomise ancora una volta Cena nell'Ankle Lock, il quale riuscì a liberarsi dalla sottomissione dopo aver toccato le corde. Angle continuò a dominare il match finché l'arbitro non venne colpito. Angle tentò di colpire Cena con la sua catena d'acciaio, ma Cena schivò l'attacco ed esegui un'altra F-U su Angle vincendo il match e ottenendo l'opportunità titolata per WrestleMania 21.
Prima del main event, si svolse il terzo evento del Rookie Diva of the Year 2005. Le partecipanti furono Michelle McCool, Joy Giovanni, Lauren Jones e Rochelle Loewen, il contest fu presentato da Torrie Wilson e Dawn Marie. Il primo contest fu un "Evening Gown", che si svolse dopo il match per il WWE Tag Team Championship. Il contest successivo fu un "Talent Contest", e l'ultimo fu un "Swimsuit Competition". La vincitrice con il 65% delle votazioni fu Joy Giovanni.
Il main event fu il Barbed Wired Steel Cage match per il WWE Championship tra il campione John "Bradshaw" Layfield e lo sfidante Big Show. JBL si portò presto in vantaggio per poi cercare di evadere dalla gabbia, ma fu fermato dal filo spinato presente sulla sommità di essa. JBL lanciò poi Big Show contro la gabbia, causandogli una ferita. In seguito, Big Show prese il controllo dell'incontro, incoraggiando il Cabinet di JBL a interferire. Orlando Jordan tentò di scalare la gabbia, mentre i Basham Brothers usarono un paio di tenaglie per tagliare un piccolo buco della gabbia. Il general manager Theodore Long bandì il Cabinet da bordo ring, ma Jordan passò le tenaglie a JBL attraverso la gabbia. JBL le usò per colpire Big Show, che gli valse un conto di due. Big Show eseguì una chokeslam dalla terza corda ai danni di JBL, rompendo una parte del ring. Show ruppe la porta della gabbia, ma JBL uscì per primo dalla gabbia e mantenne il titolo. Dopo il match, Big Show attaccò JBL fino all'arrivo del Cabinet. Il Cabinet attaccò Show fino all'arrivo di Batista che lo salvò, e di John Cena che attaccò JBL.

## Conseguenze
Nella successiva puntata di SmackDown!, Eddie Guerrero e Rey Mysterio difesero con successo il WWE Tag Team Championship contro i precedenti campioni, i Basham Brothers. I due continuarono a difendere il titolo contro altre coppie, tra ciò Mark Jindrak e Luther Reigns, John "Bradshaw" Layfield (JBL) e Orlando Jordan, e Hardcore Holly e Charlie Haas. Tuttavia, Guerrero sfidò Mysterio in un match a WrestleMania 21, per scorprire chi tra i due sarebbe stato il miglior wrestler, che Mysterio accettò. La settimana seguente a SmackDown!, Guerrero affrontò Danny Basham, ma Mysterio gli costò accidentalmente il match. Più tardi quella sera, Guerrero costò il match di Mysterio contro Doug Basham. A WrestleMania 21, Mysterio sconfisse Guerrero. Mysterio e Guerrero persero il titolo di coppia il 21 aprile contro gli MNM, dopo che Mysterio era stato schienato mentre Guerrero era distratto dalla manager degli MNM, Melina.
Booker T e Jon Heidenreich continuarono la loro rivalità, i due si affrontarono in una rivincita qualche settimana più tardi a SmackDown!, vinta da Heidenreich per squalifica dopo essere stato colpito con una DDT da Booker T sulla sedia d'acciaio. La settimana successiva, Booker sconfisse Heidenreich in un No Disqualification match dopo averlo colpito con la sedia. In seguito Booker T iniziò una rivalità con Luther Reigns, e iniziò a essere accompagnato dalla sua nuova moglie, Sharmell.
Nella puntata di SmackDown! del 24 febbraio, Chavo Guerrero difese con successo il Cruiserweight Championship contro Funaki. Dopo il match, Paul London attaccò Guerrero. Successivamente in una puntata di Velocity, London sconfisse Akio diventando il primo sfidante al Cruiserweight Championship. La settimana successiva, London sconfisse Billy Kidman. Nella puntata di SmackDown! del 31 marzo, London vinse il Cruiserweight Championship in una battle royal.
Nella puntata di Raw del 7 marzo, Randy Orton sfidò The Undertaker in un match per WrestleMania 21. Orton venne ispirato da "Superstar" Billy Graham, che lo incoraggiò "dove nessun altro wrestler è mai stato prima". Nella puntata di SmackDown! del 10 marzo, The Undertaker accettò la sfida. La settimana successiva a SmackDown!, ebbe luogo la firma del contratto per il match con la presenza del general manager di SmackDown! Theodore Long e quello di Raw Eric Bischoff. The Undertaker firmò il contratto; tuttavia prima che potesse firmare il contratto, Orton fece un promo nei confronti di The Undertaker, per poi schiaffegiarlo. Orton fuggì dal ring dopo che Undertaker aveva iniziato a riempire l'arena con del fumo, senza aver firmato il contratto. Orton schernì The Undertaker nelle settimane a seguire, The Undertaler rispose attaccando altri wrestler. Nell'ultima puntata di SmackDown! prima di WrestleMania, il padre di Orton, "Cowboy" Bob Orton, il quale pregò Undertaker di aver pietà per Orton. Ciò si rivelò essere un piano, in quanto Orton colpì Undertaker con l'RKO. A WrestleMania, "Cowboy" Bob Orton interferì nel match di Orton, senza successo in quanto The Undertaker sconfisse Orton dopo l'esecuzione del Tombstone Piledriver.
Kurt Angle iniziò una rivalità con Shawn Michaels, su chi tra i due fosse il migliore in WWE. La rivalità ebbe iniziò alla Royal Rumble, quando Michaels eliminò Angle. Angle tornò poi sul ring eliminando Michaels, prima di attaccarlo. Qualche settimana più tardi, Michaels sfidò Angle in un match per WrestleMania. Nella puntata di Raw del 28 febbraio, Angle attaccò Michaels e in seguito accettare la sfida. Nella successiva puntata di SmackDown!, Michaels tese un'imboscata a Angle nel ring, scaturendone una rissa tra i due, che venne fermata all'arrivo della sicurezza. Angle affermò di essere migliore di Michaels, e disse che lo avrebbe dimostrato raggiungendo tutto quello che Michaels aveva, ma più velocemente. In seguito Angle vinse un ladder match, imitando il match di Michaels di WrestleMania X. Successivamente, Angle sfidò in un match Marty Jannetty, ex compagno di coppia di Michaels, che vinse per sottomissione. Angle persuase l'ex manager di Michaels, Sensational Sherri per fare una parodia della musica d'ingresso di Michaels, "Sexy Boy", con la sua versione chiamata "Sexy Kurt". Tuttavia, Michaels fece mostrare un video che mostrava i suoi riconoscimenti. Quando Sherri si emozionò dopo aver guardato il video, Angle la sottomise nell'Ankle Lock. A WrestleMania, Angle vinse sottomendo Michaels all'Ankle Lock.
Nella puntata di SmackDown! successiva a No Way Out, John Cena e Big Show sconfissero JBL e Orlando Jordan. La settimana successiva, JBL eseguì un promo nei confronti di Cena insultandolo, mentre quest'ultima stava difendendo lo United States Championship contro Jordan. Jordan vinse il titolo dopo che i Basham Brothers avevano distratto l'arbitro e JBL aveva colpito Cena con il WWE Championship. Il Cabinet fece esplodere il disegno personalizzato dello United States Championship di Cena, sostituendolo con quello originale. Più tardi quella sera, Cena attaccò il General Manager Theodore Long e venne bandito dall'arena. Quella sera durante il match di JBL, Cena tornò per attaccare il Cabinet di JBL. La settimana successiva, Long annunciò che se Cena avesse messo le mani addosso a JBL, all'infuori dei match, avrebbe perso la sua opportunità per WrestleMania. Nel six-man tag team match di quella sera, il team di Cena vinse, e si dovette fermare nell'attaccare JBL dopo il suono della campana. Nella puntata di SmackDown! del 24 marzo, Long chiarì che se JBL avesse fisicamente provocato Cena, quest'ultimo avrebbe potuto reagire. Cena tentò poi di provocare JBL, vandalizzando la sua limousine e vernicando la sua camicia con la scritta "FU". Nell'ultima puntata di SmackDown! prima di WrestleMania, JBL fece arrestare Cena per vandalismo, e dopo che quest'ultimo era stato ammanettato, JBL lo attaccò. A WrestleMania, Cena sconfisse JBL per vincere il WWE Championship per la prima volta.

## Risultati
| #    | Incontri                                                                                | Stipulazioni                                                                           | Durata |
| ---- | --------------------------------------------------------------------------------------- | -------------------------------------------------------------------------------------- | ------ |
| Heat | Charlie Haas e Hardcore Holly hanno sconfitto Kenzo Suzuki e René Duprée (con Hiroko)   | Tag team match                                                                         | 05:20  |
| 1    | Eddie Guerrero e Rey Mysterio hanno sconfitto The Basham Brothers (c)                   | Tag team match per il WWE Tag Team Championship                                        | 14:50  |
| 2    | Booker T ha sconfitto Heidenreich per squalifica                                        | Single match                                                                           | 06:49  |
| 3    | Chavo Guerrero ha sconfitto Akio, Funaki (c), Paul London, Shannon Moore e Spike Dudley | Six-pack challenge elimination match per il WWE Cruiserweight Championship             | 09:43  |
| 4    | The Undertaker ha sconfitto Luther Reigns                                               | Single match                                                                           | 11:44  |
| 5    | John Cena ha sconfitto Kurt Angle                                                       | Single match per determinare il primo sfidante al WWE Championship per WrestleMania 21 | 19:22  |
| 6    | John "Bradshaw" Layfield (c) ha sconfitto Big Show                                      | Barbed wired steel cage match per il WWE Championship                                  | 15:11  |

### Six-pack challenge elimination match
| #         | Wrestler       | Eliminato da   | Metodo di eliminazione |
| --------- | -------------- | -------------- | ---------------------- |
| 1°        | Funaki (c)     | Paul London    | Roll-up                |
| 2°        | Spike Dudley   | Paul London    | Superkick              |
| 3°        | Shannon Moore  | Paul London    | 450° Splash            |
| 4°        | Akio           | —              | KO tecnico             |
| 5°        | Paul London    | Chavo Guerrero | Roll-up                |
| Vincitore | Chavo Guerrero | —              | —                      |